# Order Krzyża Wolności (Estonia)

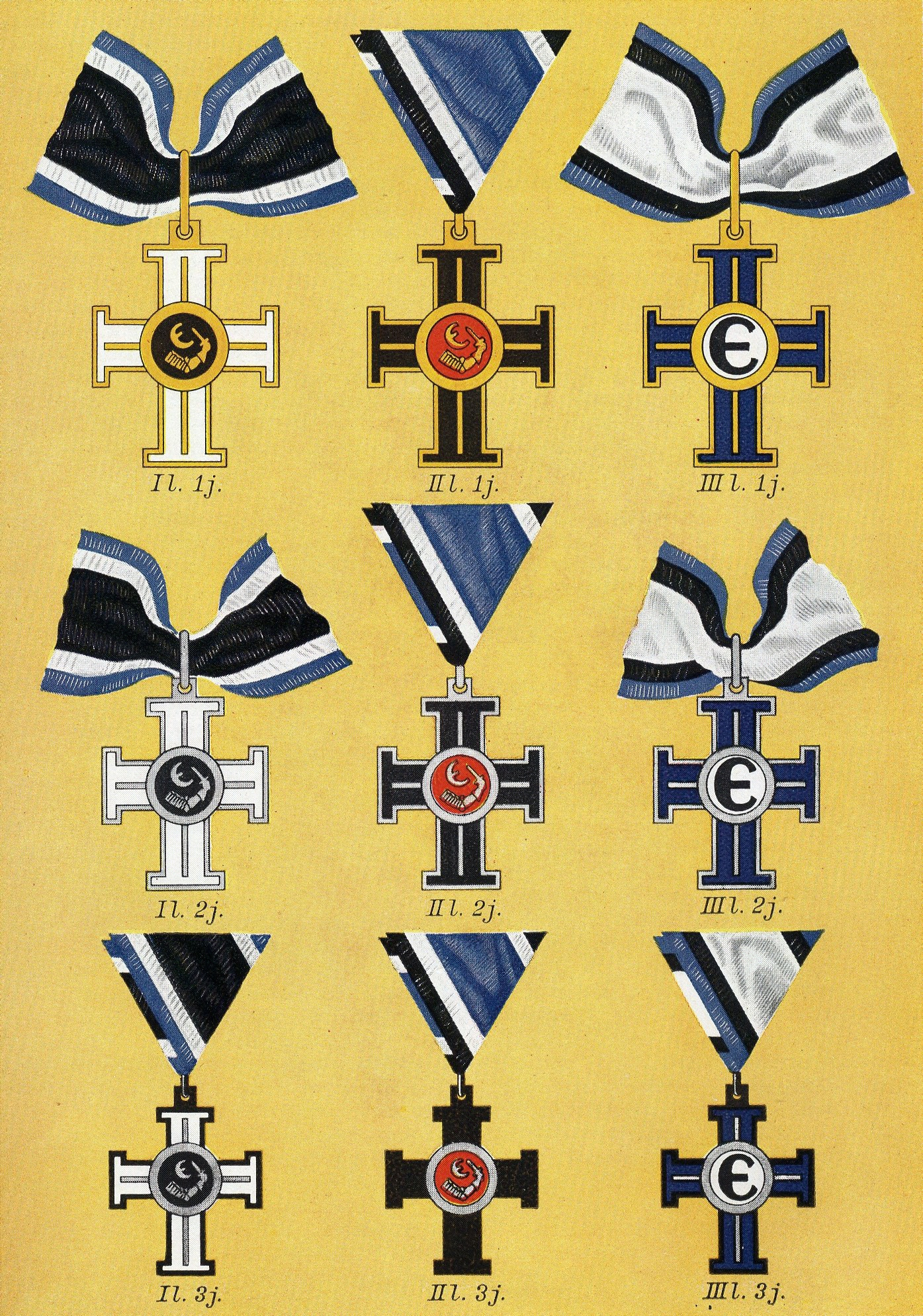
Odmiany Orderu Krzyża Wolności z podziałem na kategorie i klasy

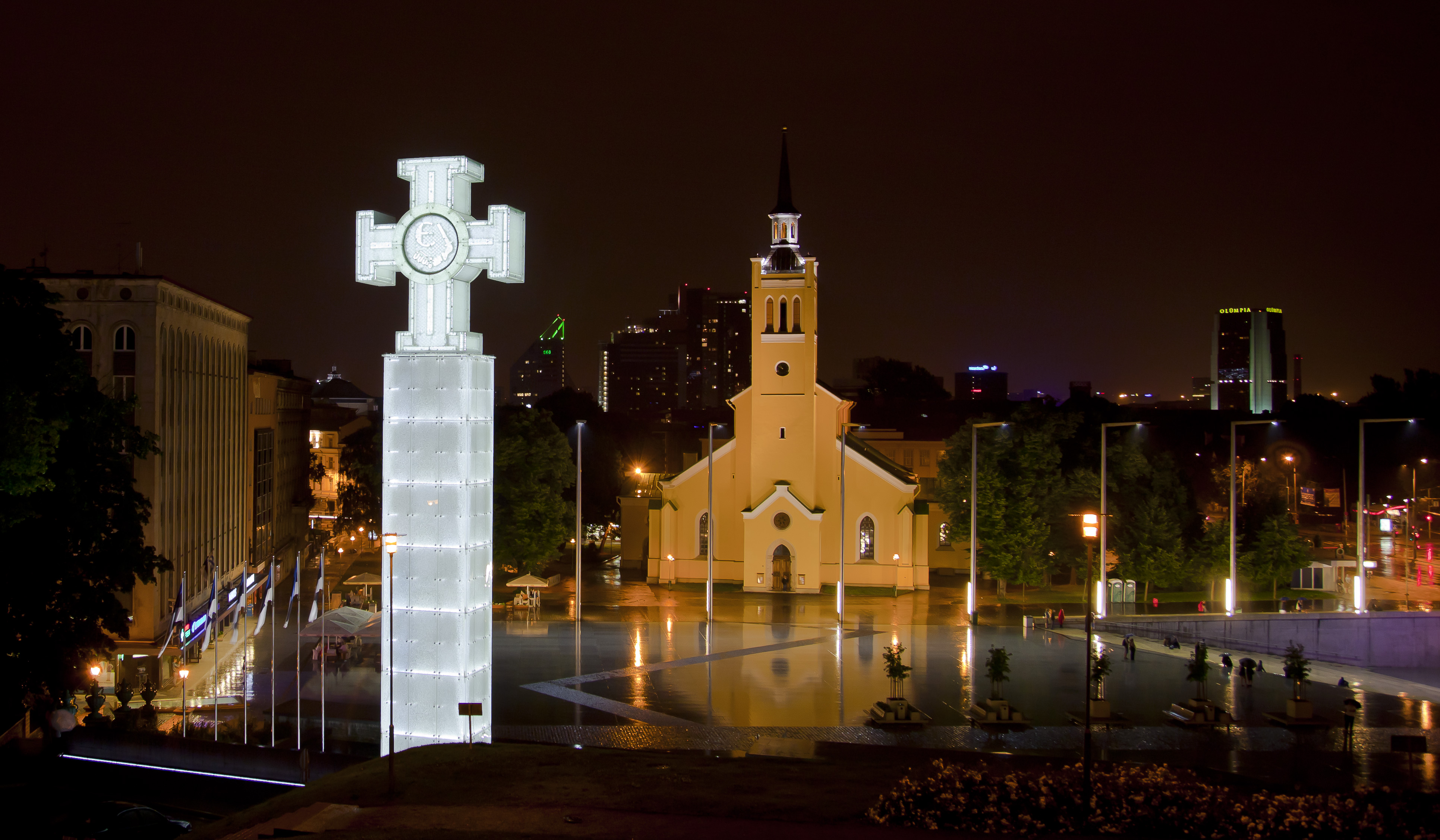
Kolumna Zwycięstwa w Wojnie o Niepodległość w Tallinnie z centralnym motywem w kształcie Orderu Krzyża Wolności

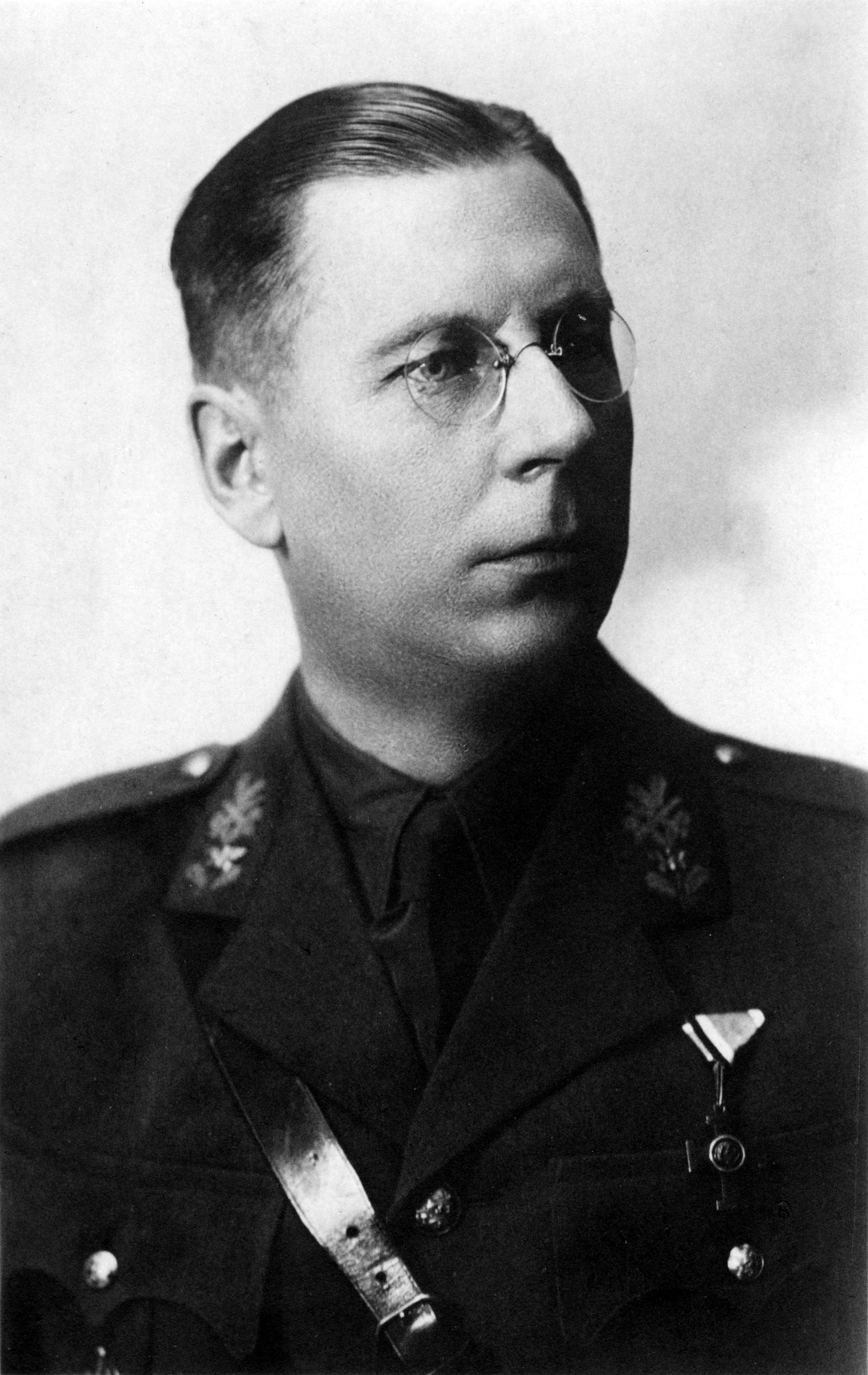
Estoński pułkownik Voldemar Karl Koht odznaczony Orderem Krzyża Wolności II kat. III kl.

Order Krzyża Wolności (est. Vabadusrist) – najwyższe estońskie odznaczenie wojskowe ustanowione w 1919.

## Historia
Order Krzyża Wolności został ustanowiony 24 lutego 1919 roku przez ówczesnego premiera Estonii Konstantina Pätsa w celu uhonorowania osób zasłużonych w wojnie o niepodległość Estonii i dzielił się na trzy kategorie:
- I kategoria – nadawana za służbę wojskową
- II kategoria – nadawana za bohaterstwo i odwagę w boju
- III kategoria – nadawana osobom cywilnym

Każda z kategorii dzieliła się na trzy klasy. Projektantem odznaczenia był artysta estoński Nikolai Triik. Pierwsze nadania miały miejsce 2 sierpnia 1919 kiedy 7 krzyży nadano zasłużonym brytyjskim marynarzom. W okresie międzywojennym Orderem Krzyża Wolności zostały odznaczone 3 224 osoby, m.in. wielu Polaków, Anglików, Duńczyków, Estończyków, Finów, Łotyszy, Niemców bałtyckich, Rosjan, Szwedów i innych. Odznaczonym Orderem Krzyża Wolności przysługiwało w okresie międzywojennym wiele przywilejów.
19 czerwca 1925 Parlament Estonii, Riigikogu, zatwierdził ustawę kończącą nadawanie Orderu Krzyża Wolności, ponieważ uznano, iż wszystkie osoby, które zasłużyły się podczas wojny Estonii o niepodległość zostały już uhonorowane. Zachowano jednak możliwość dalszego wręczania Orderu Krzyża Wolności, ale wyłącznie jako odznaczenia wojennego. Możliwość taka została utrzymana do czasów obecnych. W okresie okupacji sowieckiej (1940-1991) odznaczenie nie było nadawane. Ostatnim żyjącym kawalerem orderu był Karl Jaanus zmarły 6 października 2000 roku w Estonii. W 1998 Poczta Estonii wydała znaczek pocztowy z wizerunkiem Krzyża Wolności, a na wiosnę 2005 Parlament Estoński postanowił, że zostanie wzniesiony pomnik ku czci poległych w wojnie Estonii o niepodległość. Pomnik ten powstał w 2009, a jego głównym elementem jest wyobrażenie Krzyża Wolności.

## Opis odznaki
Odznaką Orderu Krzyża Wolności jest krzyż łaciński, na końcach ramion laskowany (krukiewny), z umieszczonym pośrodku medalionem wyobrażającym zbrojne w miecz ramię i literę „E” (w wersji dla osób cywilnych tylko literę „E”). Kolor krzyża różni się w zależności od kategorii:
- kategoria nadawana za służbę wojskową: kolor emalii biały, medalion czarny, kolor wstążki czarny z niebieskim i białym paskiem wzdłuż obu brzegów wstążki
- kategoria nadawana za bohaterstwo na polu walki: kolor emalii czarny, medalion czerwony, kolor wstążki niebieski z czarnym i białym paskiem wzdłuż obu brzegów wstążki
- kategoria nadawana cywilom: kolor emalii niebieski, medalion biały, kolor wstążki biały z niebieskim i czarnym paskiem wzdłuż obu brzegów wstążki.

Każda z kategorii dzieliła się na trzy klasy:
- I klasa: obramowanie krzyża złote
- II klasa: obramowanie krzyża srebrne
- III klasa obramowanie krzyża czarne.

Rewers krzyża był identyczny z awersem, tyle że w medalionie znajdowała się data ustanowienia odznaczenia (24/II/1919).

## Odznaczeni
Pomiędzy odznaczonymi Orderem Krzyża Wolności byli:
- Albert I, król Belgów
- Chrystian X, król Danii
- Winston Churchill
- Georges Clemenceau
- Gustaw V, król Szwecji
- Jerzy V, król Wielkiej Brytanii
- Józef Piłsudski
- Władysław Sikorski
- Kaarlo Juho Ståhlberg, prezydent Finlandii
- Kārlis Ulmanis, prezydent Łotwy.

Odznaczono także miasto Verdun we Francji i groby nieznanego żołnierza we Francji, Wielkiej Brytanii i we Włoszech w uznaniu bohaterstwa żołnierzy alianckich podczas Wielkiej Wojny.

### Lista Polaków odznaczonych Orderem Krzyża Wolności
- I kategoria – nadawana za służbę wojskową
  - I/1: Józef Piłsudski
  - I/2: Kazimierz Porębski, Józef Dowbor-Muśnicki, Józef Haller, Tadeusz Rozwadowski, Władysław Sikorski, Kazimierz Sosnkowski, Stanisław Szeptycki, Konstanty Ablamowicz, Stanisław Prus-Bogusławski, Edmund Kessler, Michał Bajer, Tadeusz Kutrzeba, Edward Rydz-Śmigły
  - I/3: Stanisław Haller, Wacław Iwaszkiewicz, Edward Rydz-Śmigły, Leon Piskor, Józef Rybak, Romuald Brzozowski, Bronisław Żuk, Stanisław Laudański, Ignacy Matuszewski, Aleksander Myszkowski, Wacław Jędrzejewicz, Wiktor Drymmer, Eugeniusz Hinterhoff, Michał Talikowski, Jan Stankiewicz
- III kategoria – nadawana osobom cywilnym
  - III/1: Wacław Tadeusz Dobrzyński, Władysław Grabski, Stanisław Haller, Józef Piłsudski, Maciej Rataj, Władysław Sikorski, Aleksander Skrzyński, Stanisław Thugutt, Wojciech Trąmpczyński, Stanisław Wojciechowski, Leon Wasilewski
  - III/2: Franciszek Charwat, Juliusz Łukasiewicz, Władysław Neumann, Henryk Stefan Étienne Przeździecki
  - III/3: Marian Szumlakowski